# Warren Anderson
Warren Anderson (* 29. November 1921 in Brooklyn, New York; † 29. September 2014 in Vero Beach, Florida) war ein US-amerikanischer Manager. Anderson war der Vorsitzende des Chemieunternehmens Union Carbide während der Katastrophe in der indischen Stadt Bhopal, bei der 1984 Tausende von Menschen an Methylisocyanatvergiftungen starben.

## Leben
Anderson wuchs als Kind schwedischer Einwanderer in Brooklyn auf. Mithilfe von Stipendien konnte er an der Colgate University mit dem Hauptfach Chemie studieren. Nach seinem Abschluss 1942 trat er in die US Navy ein und wurde zum Kampfpiloten ausgebildet. Er flog aber keine Kampfeinsätze. Er spielte Football für das Team der Navy.
Nach seiner Entlassung aus der Navy nahm Anderson eine Stelle bei Union Carbide an. Er begann als Vertreter, arbeitete in verschiedenen Sparten des Unternehmens und leitete Geschäfte in Europa, Lateinamerika, Afrika und dem Mittleren Osten. Neben seiner Berufstätigkeit erwarb er 1956 einen Abschluss in Jura an der Western Reserve University. Bis 1979 war er bei Union Carbide bis auf den Posten des Präsidenten und CEO aufgestiegen.

### Bhopalunglück
Am 3. Dezember 1984 kam es in dem Werk in Bhopal zu einer Reaktion, bei der 40 Tonnen Methylisocyanat freigesetzt wurden, wodurch mehrere Tausend Menschen starben und mindestens Zehntausende weitere schwere Gesundheitsschäden infolge von Vergiftung erlitten.
Anderson war bekannt, dass bei einer Sicherheitsüberprüfung im Jahr 1982 30 ernsthafte Sicherheitsmängel entdeckt wurden. Er tat nichts zur Beseitigung der Gefahrenquellen in dem Werk in Bhopal, welches nicht unter seiner direkten Kontrolle stand, leitete aber Maßnahmen in einer identischen Anlage in den USA ein.
Als Anderson am 7. Dezember 1984 nach Bhopal reiste, wurde er zusammen mit dem Präsidenten der Union Carbide India Ltd., Keshub Mahindra, und dem Generaldirektor Gokhale von der indischen Polizei verhaftet. Nach drei Stunden Haft wurde er gegen eine Kaution von 25.000 Rupien (ca. 1.500 Euro / 2000 Dollar) freigelassen und flog in einem Privatflugzeug zurück in die USA.
Seit seinem Rückzug in den Ruhestand 1986 lebte Anderson zunächst in Vero Beach im US-Bundesstaat Florida, bevor er sich in Bridgehampton auf Long Island im Bundesstaat New York niederließ.
Mehreren Auslieferungsgesuchen der indischen Regierung kamen die USA nicht nach. Anderson wurde mit einem internationalen Haftbefehl von der indischen Regierung gesucht. Im September 2014 starb Anderson in einem Altersheim in Vero Beach, Florida.